# Jicchak Ben Aharon
Jicchak Ben Aharon (hebr.: יצחק בן אהרון, ang.: Yitzhak Ben-Aharon, ur. 17 lipca 1906 w Bukowinie, zm. 19 maja 2006) – izraelski polityk, w latach 1959–1962 minister transportu, w latach 1969–1973 przewodniczący Histadrutu, poseł do Knesetu w latach 1949–1964 z list Mapam i Achdut ha-Awoda, w latach 1969–1977 z list Koalicji Pracy.
W wyborach parlamentarnych w 1949 po raz pierwszy dostał się do izraelskiego parlamentu z listy Mapam. W trakcie drugiej kadencji przeszedł do Achdut ha-Awoda. 11 maja 1964 zrezygnował z zasiadania w Knesecie piątej kadencji, mandat objął po nim Chalil-Salim Dżabara. Powrócił do parlamentu w wyborach w 1969 z listy Koalicji Pracy. Zasiadał w Knesetach I, II, III, IV, V, VII i VIII kadencji.